# Осьмова, Маркиана Николаевна
Маркиана Николаевна Осьмова (8 октября 1923, Владимир — 3 мая 2023) — советский и российский учёный-экономист и педагог, доктор экономических наук (1971), профессор (1975). Заслуженный профессор МГУ (1998). Заслуженный работник высшей школы Российской Федерации (1998).

## Биография
Родилась 8 октября 1923 года во Владимире в семье политработника Николая Михайловича Осьмова. С 1942 года после окончания краткосрочных курсов Ульяновского военного училища связи была участницей Великой Отечественной войны в составе 33-го полка связи 11-й армии Северо-Западного фронта.
С 1944 по 1949 год обучалась на Экономическом факультете МГУ, с 1950 по 1953 год обучалась в аспирантуре при этом факультете. С 1953 года на преподавательской работе на кафедре экономики зарубежных стран Экономического факультета МГУ. С 1963 года доцент, с 1973 года профессор, с 1975 по 1982 год — заведующий кафедрой экономики зарубежных стран, с 1982 года профессор этой кафедры.
В 1953 году Маркиана Осьмова защитила диссертацию на соискание учёной степени кандидат экономических наук по теме: «Строительство материально-производственной базы социализма в народно-демократической Чехословакии», в 1971 году — доктор экономических наук по теме: «Формирование структуры промышленного производства стран — членов СЭВ в условиях социалистической экономической интеграции». В 1963 году приказом ВАК ей было присвоено учёное звание доцента, в 1975 году — профессор. В 1998 году была удостоена почётного звания Заслуженный профессор МГУ.
Основная научная деятельность М. Н. Осьмова была связана с вопросами в области иностранных инвестиций в мировом и российском хозяйстве, криминализации экономики в России и зарубежных странах, глобализации мирового хозяйства и место России в процессе этой глобализации. Основные библиография «Социалистическая экономическая интеграция и эффективность производства» (1975), «Формирование структур в промышленном производстве в условиях социалистической интеграции» (1975), «Два мира — две интеграции» (1977), «Выравнивание уровней экономического развития национальных районов социалистических государств» (1980), «НТР и структурные сдвиги в экономике социалистических стран» (1981), «Внешнеэкономические связи СССР со странами Северной Европы» (1983), «Развитие хозрасчёта в сфере внешнеэкономической деятельности. обобщение опыта стран-членов СЭВ» (1984), «Повышение экономической роли государства в социалистических странах» (1987), «Интенсификация общественного производства и совершенствование экономического сотрудничества стран социализма» (1988), «Противостояние и взаимодействие» (1989), учебное пособие «Экономика зарубежных стран» (1996), «Основные тенденции трансформации экономических систем и практика России» (1999), «Глобализация мировой экономики и устойчивое развитие как императив современного этапа человеческой цивилизации» (2001), «Национальные инновационные системы» (2011), «Мировая экономика. Экономика стран и регионов» (2015), «Глобальные вызовы устойчивому развитию мировой экономики» (2015). Является автором более 200 научных работ и двадцати шести статей в научных журналах, ей было подготовлена двадцать одна научно-исследовательская работа, под её руководством было защищено более ста кандидатов и докторов наук. С 2008 по 2017 год была заместителем председатель диссертационного совета Экономического факультета МГУ.
20 августа 2001 года Указом Президента России «За заслуги в научной деятельности» Маркиана Осьмова была удостоена почётного звания Заслуженный работник высшей школы Российской Федерации.
Умерла 3 мая 2023 года.

## Награды
- Орден Почёта (2019 — «За заслуги в научно-педагогической деятельности, подготовке высококвалифицированных специалистов и многолетнюю добросовестную работу»)[10]
- Орден Отечественной войны II степени (28.04.1988)[11]
- Медаль «За победу над Германией в Великой Отечественной войне 1941—1945 гг.» (1945)[4]
- Медаль «Ветеран труда» (1984)[4]
- Заслуженный работник высшей школы Российской Федерации (1998)[8]
- Почётный работник высшего профессионального образования Российской Федерации (2002)[4]